# ناحیه اداری ال-ویلوورد
ناحیه اداری ال-ویلوورد (به فرانسوی: Halle-Vilvoorde administrative Arrondissement) در استان فلومیش بربان در منطقه فلاندری در کشور بلژیک واقع شده است.